# Мнгва

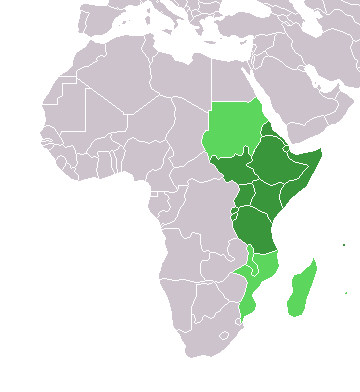
Східна Африка — ймовірний ареал мнгва

Мнгва або нунда — криптид, гіпотетична тварина, яка начебто мешкає у Східній Африці (більша частина повідомлень про зустрічі з цим звіром надходила з територій сучасної Танзанії). Слово «мнгва» в перекладі з мови суахілі означає «дивний звір».

## Опис
Зовні нагадує представника родини котячих з сірою шерстю (інколи згадується наявність смуг) та великими іклами. Розміром з віслюка.
Інколи тварину описують як леопарда, але розміром з лева і з окрасом подібним до тигра, але не з чорно-рудою, а з чорно-сірою шерстю.

## Відомості
Повідомлення про мнгва стали з'являтися в Європі з 1900-х років.
У 1920 році в Дар-ес-Саламі впродовж двох ночей два чергових поліцейських були розірвані невідомим крупним хижаком. В руці одного з них лишився шмат шерсті. Експерти встановили, що це — шерсть котячого, але не змогли визначити його вид..
У 1922 році з'явилося повідомлення про те, що подібна тварина вчинила напад на рибальське селище на  Танганьці, вбивши багато мешканців.
У 1938 році стаття про цю тварина з'явилася в журналі Discovery. Британський колоніальний чиновник в  Танганьки Вільям Хіченс лишив нотатки про огляд кількох місцевих мешканців, які за їх словами стали жертвами нападів мнгва. Спершу Хіченс вважав, що в цих повідомленнях йде мова про лева-людожера, але пізніше він сам віднайшов сліди мнгва і навіть зразки шерсті цієї тварини, які не були схожі на левині.
У 1954 році пошуками мнгва зайнявся мисливець Патрік Боуен. Віднайдені ним зразки шерсті явно відрізнялися від леопардової, хоча сліди на леопардові були схожі, тільки більших розмірів.

Леард — гідрид леопарда і левиці, один з гіпотетичних варіантів пояснення феномена мнгва

## Гіпотези
1920-х років було висунуто чимало гіпотез, чим же насправді є мнгва. Висловлювалася думка, що мнгва є виродком (особиною з вродженими недоліками) одного з видів родини котячих або гібридом між левом і леопардом (леард чи леопон). Висловлювалася також думка, що мнгва — це ще не описаний вид чи підвид з роду пантер.
Висловлювалася навіть думка, що за убивствами стоїть не звір, а таємне негритянське Товариство Леопарда, що практикувало ритуальні убивства та канібалізм.
Франко-бельгійський зоолог Бернар Ейвельманс припускав, що знайдені зразки шерсті могли належати невідомому крупному підвиду золотої кішки або ж якогось іншого відомого котячого, що має аномальний окрас.
У пригодницькому романі франко-бельгійського письменника Анрі Вернса Мнгва!, опублікованому у 2006 році висувається припущення, що мнгва є шаблезубим тигром, що якимось чином дожив до наших днів у маленькій популяції.